# エクアドルの教育
エクアドルの教育（エクアドルのきょういく）では、エクアドル共和国の教育について述べる。

## 制度
現行のエクアドルの教育制度は1996年に制定されたものである。1年間の就学前教育、6年間の初等教育、3年間の前期中等教育の計10年間が「10学年基礎教育」と呼ばれる義務教育期間である。

### 初等教育
初等教育は小学校の6年間である。
1999年度の初等教育の純就学率は90.3%（都市:92.2%、農村:87.9%)であった。

### 中等教育
中等教育は3年間の前期中等教育と、同じく3年間の後期中等教育からなる。
1999年度の中等教育の純就学率は51.4%（都市:66.6%、農村:30.2%)であった。

### 高等教育
1999年度の高等教育の純就学率は14.9%（都市:21.6%、農村:4.1%)であった。

## 先住民教育
エクアドルでは総人口の約25-30%を占める先住民の教育のために、異文化間二言語教育(Educación Bilingüe Intercultural)と呼ばれる施策が行われている。エクアドル先住民連盟(CONAIE)によって1988年に設立された異文化間二言語教育局(DINEIB)は教育文化省と協定を結んでキチュア語とスペイン語による二言語教育を実施し、さらに先住民文化と西欧近代文化の綜合を教育の中で試みている。

## 課題
1998年度の非先住民の15歳以上の非識字率は9.2%（男性:7.8%、女性:10.5%)、機能的非識字率は17.7%（男性:16.0%、女性:19.3%)、先住民の15歳以上の非識字率は30.8%（男性:18.8%、女性:41.5%)、機能的非識字率は43.9%（男性:35.9%、女性:51.1%)と特に先住民の間で極めて高い数値に達し、双方の性別ではいずれも女性の方が高いという状況が生じた。
学校の設備、留年率、退学率なども都市と地方で極めて大きな格差が存在する。